# Scolopembolus
Scolopembolus Bishop & Crosby, 1938 è un genere di ragni appartenente alla famiglia Linyphiidae.

## Distribuzione
L'unica specie oggi attribuita a questo genere è stata rinvenuta negli Stati Uniti.

## Tassonomia
A giugno 2012, si compone di una specie:
- Scolopembolus littoralis (Emerton, 1913)[3]— USA

### Specie trasferite
- Scolopembolus melacrus Chamberlin, 1916; trasferita al genere Ostearius Hull, 1911[1].